# Кіль (сузір'я)

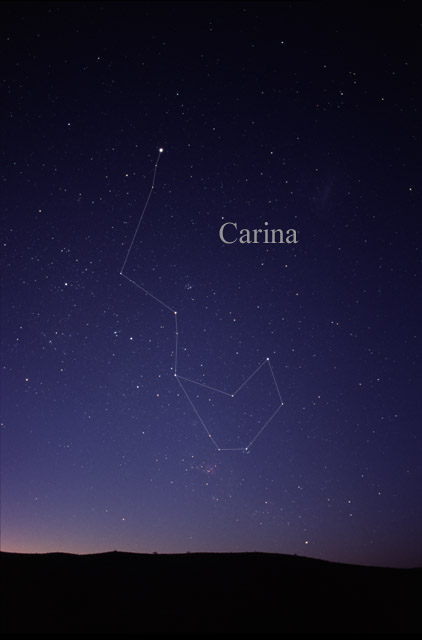
Кіль неозброєним оком.

Кіль (лат. Carina) — сузір'я Південної півкулі неба. Містить 206 зір, видимих неозброєним оком. З території України не спостерігається.
Кіль був частиною старого сузір'я Корабель Арго, яке в 1752 році за ініціативою Лакайля було поділене на три — Вітрила, Кіль і Корма.
До його складу входить зокрема Канопус — друга найяскравіша зоря нічного неба, і супермасивна зірка Ета Кіля, яка оточена видимою для ока туманністю Замкова Щілина (NGC 3372).
Оскільки через сузір'я Кіля проходить Чумацький Шлях, воно містить також багато розсіяних скупчень, серед яких NGC 2516 та IC 2602, відоме також як Південні Плеяди.
Туманність Гомункулус — планетарна туманність у складі NGC 3372, утворена потужним викидом речовини зорі Ета Кіля у 1842 році.
NGC 2808 — кулясте скупчення видиме неозброєним оком.